# Mangora aripeba
Mangora aripeba là một loài nhện trong họ Araneidae.
Loài này thuộc chi Mangora. Mangora aripeba được Herbert Walter Levi miêu tả năm 2007.